# Giuseppe Garibaldi (compositeur)
Pour les articles homonymes, voir Giuseppe Garibaldi (homonymie) et Garibaldi (homonymie).
Giuseppe Garibaldi (né en 1819 à Cipressa, près d'Imperia, en Ligurie et mort le 25 mai 1908 dans la même ville) est un organiste et compositeur italien.

## Biographie
Propriétaire terrien aisé, Giuseppe Garibaldi était aussi organiste et pianiste. Le dimanche il jouait de l'orgue et dirigeait de petites chorales dans deux églises du voisinage, avant de jouer des danses dans les mariages l'après-midi. Son fils, Giovanni Battista Garibaldi (1862–1938), lui succéda comme organiste à Cipressa.
L'ensemble des 17 Versetti de G. Garibaldi pour orgue fut découvert et publié en 2004 par Michelle Bernard dans le journal académique Organi Liguri. Ces Versetti ont été enregistrés par Silvano Rodi in 2011.